# دارکوب زیردم‌زرد
دارکوب زیردم‌زرد (نام علمی: Veniliornis dignus) گونه‌ای از پرندگان در زیرتیرهٔ Picinae از خانواده دارکوبان Picidae است که در کلمبیا، اکوادور، پرو و ونزوئلا یافت می‌شود.